# Bernard Howlett
Bernard Howlett, britanski general, * 18. december 1899, London, Anglija, † 30. november 1943, Santa Maria Imbaro, Kraljevina Italija.